# تسومكوريت
تسومكوريت :هو معدن نادر من زرنيخات الرصاص المعدنية التي تم اكتشافها في عام 1971، والتي أبلغ عنها جاير، كوتز ومولر. تم تسميته على اسم منجم الثقاب TSUM eb COR في تسوميب في ناميبيا، تقديراً لدعم الشركة للتحقيقات المعدنية الخاصة بالجسم في مختبر أبحاث المعادن.

## وحدة الخلية
ينتمي تسومكوريت إلى الفئة الكريستالية أحادية الميل 2 / m ، مما يعني أنه يحتوي على محور تناظر مزدوج على طول المحور b ومستوى معكوس عمودي على هذا، في المستوى الذي يحتوي على محوري a و c. يميل المحاور a و c إلى بعضهما البعض بزاوية β = 115.3 درجة. معلمات خلية الوحدة هي = 9.124 Å إلى 9.131 ، و b = 6.326 إلى 6.329 Å ، و c = 7.577 Å إلى 7.583. توجد وحدتا صيغة لكل وحدة خلية (Z = 2) ، والمجموعة الفضائية هي C2 / m ، مما يعني أن الخلية عبارة عن شبكة شعرية مركزية على شكل C ، مع نقاط شعرية في وسط الوجه C وكذلك في زوايا الخلية.  يرتبط الهيكل بهيكل مجموعة: قوس الابوشيت .

## سلسلة معدنية
ينتمي تسومكوريت إلى مجموعة هيلموت وينكليرايت (helmutwinklerite)، التي ينتمي أعضاؤها إلى:
- tsumcorite PbZnFe 2+ (AsO 4 ) 2 . H 2 O
- helmutwinklerite PbZn 2 (AsO 4 ) 2 .2H 2 O
- thometzekite PbCu 2+ 2 (AsO 4 ) 2 .2H 2 O
- الموبيت PbFe 3+ 2 (AsO 4 ) 2 (OH) 2

تشكل تسومكوريت سلسلة مع helmutwinklerite حيث يحل Zn محل Fe 2+ ، مع thometzekite حيث يستبدل Cu Zn و Fe 2+ ، وأيضًا مع mawbyite. 

## عادة الكريستال وخصائصه
البلورات موشورية ، ممدودة على طول المحور ب، أو على شكل إسفين. تحدث في الحزم المشعة والكريات، وقشور ليفية أو مواد ترابية ومساحيق. يكون الانقسام عموديًا جيدًا على المحور c ، والتوأمة شائعة.
تسومكوريت أصفر-بني، أحمر-بني أو برتقالي اللون، وهو أحد المعادن القليلة التي تحتوي على خط أصفر ( أوربيمنت وكروكويت اثنان آخران). إنه شبه شفاف، مع بريق زجاجي، وأصفر مزدوج اللون إلى أصفر-أخضر. الطبقة الضوئية ثنائية المحور ومؤشرات الانكسار تساوي تقريبًا 1,90.
المعدن صلابة بشكل معتدل، مع صلابة موس41⁄2 ، بين الفلوريت والأباتيت ، وثقيل جدًا، بسبب محتوى الرصاص، مع الثقل النوعي 5.2 ، وهو أكثر من الباريت ولكن أقل من السيروسيت . يذوب في حمض الهيدروكلوريك وهو غير مشع.

## الحدوث والجمعيات
تسومكوريت هو معدن ثانوي نادر في المنطقة المؤكسدة لبعض رواسب الزنك التي تحمل الرصاص الحراري المائي الزرنيخ.
و نوع المكان هو تسومب الألغام، تسومب، Otjikoto منطقة، ناميبيا، حيث أنه يرتبط مع فيليميت ، سميثسونيت ، mimetite ، scorodite ، أنغليزيت ، arseniosiderite ، beaverite ، beudantite ، carminite ، ludlockite ، o'danielite ، zincroselite ، stranskiite و leiteite . في منجم Puttapa في أستراليا حدوثه مع الآدمية ، mimetite ، سميثسونيت ، الجيوثايت و الكوارتز . في Kintore Open Cut ، Broken Hill ، أستراليا يحدث مع segnitite و beudantite و carminite و mawbyite . 